# Barcazo (плавучий завод)
Barcaza — споруджений на замовлення Аргентини плавучий завод з виробництва поліетилену, станом на другу половину 2010-х років єдиний в історії світової нафтохімічної промисловості.

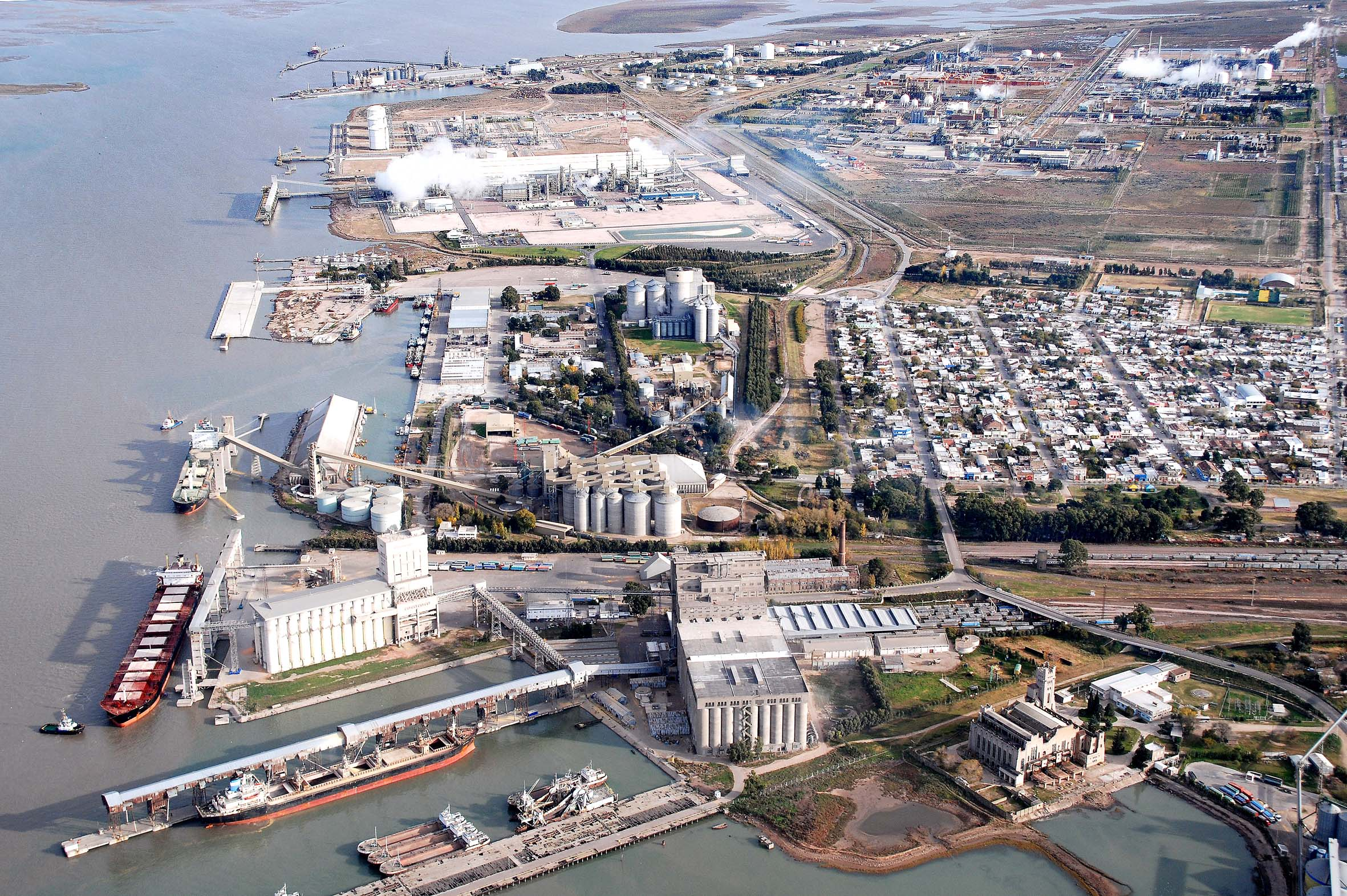
Порт Баїя-Бланка. Установка розміщена біля самого дального причалу (її технологічну вежу можна побачити біля основи виступаючого в естуарій Т-образного пірсу)

Установка парового крекінгу в порту Баїя-Бланка досягла будівельної готовності ще 1977 року, проте не могла бути введена в експлуатацію через затримку ряду суміжних виробництв. Як наслідок, лінію лінійного поліетилену низької щільності вирішили розмістити на баржі, що обіцяло значне прискорення процесу.
Замовлення виконала японська верф Ishikawajima-Harima Heavy Industries Company (IHI) у місті Наґоя (узбережжя затоки Ісе за 250 км на захід від Токіо). На спорудження насиченої обладнанням баржі пішло всього вісім місяців, а проміжок між підписанням контракту та початком роботи плавучого заводу в грудні 1981-го становив 22 місяці. Готовий об'єкт доправили до Аргентини на судні для перевезення великогабаритних вантажів Super Servant 1 (котре саме було введене в експлуатацію лише у 1979 році), при цьому перехід довжиною 15 333 милі через Тихий океан з проходом через Панамський канал зайняв 49 діб.
Баржа має розміри 89 метрів завдовжки та 22,5 метра завширшки. Вона пришвартована до сталевих балок та піднімається і опускається під час припливу і відпливу. За проектом завод повинен витримувати ураганний вітер швидкістю майже 200 кілометрів на годину. На борту змонтована лінія полімеризації потужністю 120 тисяч тонн на рік, технологію UNIPOL для якої надала компанія Union Carbide (з 1999-го належить хімічному гіганту Dow Chemicals).